# José Manuel Siso Martínez
José Manuel Siso Martínez (Upata, Bolívar, Venezuela; 28 de julio de 1918-Houston, Texas, Estados Unidos; 12 de mayo de 1971) fue un abogado, educador, político, escritor y periodista venezolano. Militó desde 1941 en el partido Acción Democrática, allí formó un grupo con los educadores Luis Manuel Peñalver, Reinaldo Leandro Mora y Ruth Lerner de Almea, entre otros. Fue secretario general de educación, miembro del Comité Ejecutivo Nacional y del Tribunal Disciplinario de Acción Democrática.

## Biografía
Sus padres fueron José Manuel Siso y María Luisa Martínez. Estudió la primaria en la escuela Humboldt de Upata y el bachillerato en el Colegio Federal de Ciudad Bolívar y en los liceos Andrés Bello y Fermín Toro de Caracas, donde se graduó en el año 1938.  
Realizó sus estudios universitarios en Instituto Pedagógico Nacional y en la Universidad Central de Venezuela. En 1943, obtuvo paralelamente los títulos de profesor en ciencias sociales y de doctor en ciencias políticas y sociales. Para poder optar al título de doctor tuvo que presentar la tesis "El problema de la población y la legislación positiva venezolana." 

### Trayectoria
Ocupó curules como representante del estado Bolívar en la Asamblea Nacional Constituyente de 1946 y en el extinto Congreso Nacional en 1947. Fue director de Cultura y Educación Secundaria, Superior y Especial del Ministerio de Educación entre 1946 y 1948. Además ejerció la docencia en varios liceos y colegios de Caracas, así como en la Universidad Central de Venezuela y el Instituto Pedagógico desde 1947 hasta 1951. 
Durante la dictadura de Marcos Pérez Jiménez, entre 1952 y 1958, estuvo exiliado en México. En ese tiempo aprovechó para dar clases en la Universidad Autónoma de México, en la Universidad Femenina de Ciudad de México y en la Universidad de Sonora en Hermosillo, en 1953; además estudió economía tres años, desde 1955 hasta 1958, en el Instituto Tecnológico de Ciudad de México. 
En la capital mexicana fundó junto con Humberto Bártoli la editorial Yokoima, que publicó sus libros de Historia de Venezuela para bachillerato. Siso Martínez, fue director de la escuela de Historia de la Universidad Central de Venezuela desde 1959 hasta 1964. Ocupó el cargo de senador por el estado Bolívar entre 1959 y 1969 y fue Ministro de Educación desde 1964 hasta 1969. Como periodista, colaboró en la mayoría de revistas y periódicos del país con artículos de interpretación literaria, crítica, reflexión, semblanzas biográficas y opinión en el campo educativo.

## Publicaciones
- Formación social, moral y cívica, para primero y segundo año de bachillerato
- Historia de América, para educación primaria
- Coautor junto a Humberto Bártoli de manuales para educación primaria: Historia Universal, Historia de mi Patria y Geografía de mi Patria